# Turbinellina nigra
Turbinellina nigra là một loài nhện trong họ Linyphiidae. Loài này được phát hiện ở Chile và Argentina.